# Thermo-elektrische generator

Een thermo-elektrische generator (TEG), ook wel een seebeck-generator genoemd, is een apparaat zonder bewegende onderdelen, dat warmteflux (temperatuurverschillen) rechtstreeks omzet in elektrische energie. Dit gebeurt via het seebeck-effect (een vorm van thermo-elektrisch effect). Thermo-elektrische generatoren werken als warmtemotoren, maar zijn minder omvangrijk en hebben geen bewegende delen. TEG's zijn echter doorgaans duurder en minder efficiënt.

## Werking
De thermo-elektrische generator bestaat uit twee brokken materiaal, gewoonlijk P- en N-halfgeleiders, met hiertussen elektrische verbindingen, zie diagram. De generator wordt tussen een hittebron en een koudebron geplaatst. Door het seebeck-effect ontstaat een elektronenstroom: thermische, hete, elektronen bewegen sneller dan koelere elektronen. In het vrije-elektron rijke N-materiaal ontstaat zo een elektronenstroom van heet naar koud, in het elektronarme P-materiaal een elektronenstroom van koud naar heet. Deze stroom kan benut worden als elektriciteit. In het diagram staan de pijlen tegengesteld aan de elektronenbeweging, omdat elektronen negatief geladen zijn.
De werking is hiermee iets complexer dan die van de eveneens op het seebeck-effect berustende thermokoppels. 

## Toepassing
Thermo-elektrische generatoren kunnen worden gebruikt in energiecentrales om afvalwarmte om te zetten in extra elektrisch vermogen en in auto's als thermo-elektrische generatoren om restwarmte te benutten. Op radio-isotopen gebaseerde thermo-elektrische generatoren gebruiken radio-isotopen om het vereiste temperatuurverschil te genereren om ruimtesondes van stroom te voorzien. TEG's wordt steeds vaker gebruikt om kleine sensors of andere gadgets van energie te voorzien op de huid, of andere plaatsen waar een temperatuurverschil aanwezig is.

## Nieuwe ontwikkelingen
In 2021 werd een thermo-elektrische generator ontwikkeld op basis van tinselenide (SnSe), die in staat is om bij hoge temperaturen rond de 1000 °C, een significant deel van de warmte om te zetten in elektrische stroom.
- Library of Congress Control Number: sh85134789
- Nationale Bibliotheek van Israël: 987007534159305171